# Назаренко, Людмила Павловна
Людмила Павловна Назаренко (девичья фамилия Дручевская, род. 1947) — советский и российский учёный-биолог, доктор медицинских наук, профессор.
Автор более 350 научных публикаций, в том числе шести монографий, трех учебных и методических пособий для врачей.

## Биография
Родилась 1 июня 1947 года.
В 1971 году окончила педиатрический факультет Киргизского государственного медицинского института (ныне Киргизская государственная медицинская академия имени И. К. Ахунбаева). В 1972 году прошла интернатуру по специальности педиатрия.
С 1973 по 1974 год работал врачом-ординатором неврологического отделения Киргизского НИИ охраны материнства и детства в городе Фрунзе. С 1974 по 1977 год обучалась в аспирантуре Института медицинской генетики АМН СССР в Москве и в 1978 году защитила кандидатскую диссертацию на тему «О проявлении гена муковисцидоза в гомо- и гетерозиготном состоянии». После этого работала старшим научным сотрудником Киргизского института акушерства и педиатрии.
С 1982 года Людмила Назаренко являлась сотрудником отдела медицинской генетики Сибирского филиала Всесоюзного онкологического научного центра АМН СССР, преобразованного в 1987 году в Главное управление НИИ медицинской генетики Томского национального центра Сибирского отделения РАМН. В 1998 году она защитила докторскую диссертацию на тему «Отягощенность наследственными болезнями и врожденными пороками развития детей и организация медико-генетической помощи в Томской области». Продолжая работать в этом НИИ, Л. П. Назаренко занимала должности: руководитель лаборатории наследственной патологии, заведующий консультативно-поликлиническим отделением, главный врач генетической клиники. С 2002 года — профессора по специальности «генетика». С 2007 года по настоящее время является заместителем директора по научной и лечебной работе.
Наряду с научной, с 1999 года занимается преподавательской деятельностью — сначала доцент, а с 2005 года — профессора кафедры медицинской генетики Сибирского государственного медицинского университета. Под руководством Л. П. Назаренко защищена одна докторская и десять кандидатских диссертаций. Занимаясь общественной деятельностью, является членом Российского общества медицинских генетиков и Европейского общества генетики человека и членом редакционного Совета научно-практического журнала «Пренатальная диагностика».

## Заслуги
Награждена орденом Дружбы. Удостоена звания «Заслуженный врач Российской Федерации» (1997), лауреат конкурса Томской области в сфере образования и науки (1998). Награждена почетными грамотами Сибирского отделения РАМН (2002; 2011), а также памятной медалью С. Н. Давиденкова (2010) и юбилейными медалями «400 лет городу Томску» и «70 лет Томской области».